# Torneo Invierno 2000 (México)
El Torneo de Invierno 2000 fue la edición LXIV del campeonato de liga de la Primera División del fútbol mexicano; Se trató del noveno torneo corto, luego del cambio en el formato de competencia, con el que se abrió la temporada 2000-01. Morelia le ganó el campeonato a Toluca 5:4 en tanda de penaltis tras empatar 3:3 en el tiempo regular y se coronó por primera vez.

## Formato de competencia
Los 18 equipos participantes se dividen en 4 grupos, dos de cinco integrantes y dos de cuatro. Juegan todos contra todos a una sola ronda, por lo que cada equipo jugó 17 partidos. Al finalizar la temporada regular califican a la liguilla los 2 primeros lugares de cada grupo; si hubiera 1 o 2 clubes (no ubicados en esos dos primeros puestos) de un sector, con mejor desempeño estadístico que algún líder o sublíder de otro grupo, estos se medirán en la fase de reclasificación o repechaje en duelos a eliminación directa.

### Fase de calificación
En la fase de calificación participan los 18 clubes de la primera división profesional jugando todos contra todos durante las 17 jornadas respectivas, a un solo partido. Se observará el sistema de puntos. La ubicación en la tabla general está sujeta a lo siguiente:
1. Por juego ganado se obtendrán tres puntos.
2. Por juego empatado se obtendrá un punto.
3. Por juego perdido no se otorgan puntos.

El orden de los clubes al final de la Fase de Calificación del torneo corresponderá a la suma de los puntos obtenidos por cada uno de ellos y se presentará en forma descendente. Si al finalizar las 17 jornadas del torneo, dos o más clubes estuviesen empatados en puntos, su posición en la Tabla General será determinada atendiendo a los siguientes criterios de desempate:
1. Mejor diferencia entre los goles anotados y recibidos
2. Mayor número de goles anotados
3. Marcadores particulares entre los clubes empatados
4. Mayor número de goles anotados como visitante
5. Mejor ubicación en la Tabla General de Cocientes
6. Tabla Fair Play
7. Sorteo

### Fase final
Califican a la liguilla los 2 primeros lugares de cada grupo; si hubiera 1 o 2 clubes (no ubicados en esos dos primeros puestos) de un sector, con mejor desempeño estadístico que algún líder o sublíder de otro grupo, estos se medirán en la fase de reclasificación o repechaje en duelos a eliminación directa.
1.º vs 8.º 

2.º vs 7.º 

3.º vs 6.º 

4.º vs 5.º
En semifinales participarán los cuatro clubes vencedores de cuartos de final, reubicándolos del uno al cuatro, de acuerdo a su mejor posición en la Tabla General de Clasificación al término de la jornada 17, enfrentándose 1.º vs 4.º y 2.º vs 3.º.
Disputarán el título de Campeón del Torneo Invierno 2000 los dos clubes vencedores de la fase semifinal.
Todos los partidos de esta fase serán en formato de ida y vuelta, eligiendo siempre el club que haya quedado mejor ubicado en la Tabla General de Clasificación el horario de su partido como local.
El criterio usado para definir una clasificación en las rondas de reclasificación, cuartos de final y semifinales en caso de empate global será otorgar esta al equipo con mejor posición en la tabla general al final de la fase regular. En cuanto a la final, un empate global luego del juego de vuelta, será dirimido con dos tiempos extras de 15 minutos cada uno, contando con la posibilidad del Gol de oro, y posteriormente Tiros desde el punto penal, hasta que se produjera un ganador.

## Equipos participantes

### Ascensos y descensos
| Pos | Ascendido de la Primera División 'A' 1999-00 |
| --- | -------------------------------------------- |
| 1°  | Irapuato                                     |

| Pos | Descendidos de la Primera División 1999-00 |
| --- | ------------------------------------------ |
| 17° | Toros Neza                                 |

## Equipos por Entidad Federativa
Para la temporada 2000-2001, la entidad federativa de la República Mexicana con más equipos profesionales en la Primera División fue la Ciudad de México con 5, seguida de Jalisco y Guanajuato con 3, y 2 para Nuevo León.
| Santos Monterrey Tigres Morelia Atlas Guadalajara U.A.G Irapuato León Celaya Necaxa Puebla Toluca América Cruz Azul UNAM Pachuca Atlante | \| Entidad Federativa \| N.º \| Equipos \| \| ------------------ \| --- \| ------------------------------------------ \| \| Distrito Federal \| 5 \| América, Cruz Azul, UNAM, Atlante y Necaxa \| \| Jalisco \| 3 \| Atlas, Tecos y Guadalajara \| \| Guanajuato \| 3 \| León, Irapuato y Celaya \| \| Nuevo León \| 2 \| Monterrey y Tigres \| \| Estado de México \| 1 \| Toluca \| \| Coahuila \| 1 \| Santos \| \| Michoacán \| 1 \| Morelia \| \| Puebla \| 1 \| Puebla \| \| Hidalgo \| 1 \| Pachuca \| |                                            |
| Entidad Federativa | N.º | Equipos                                    |
| Distrito Federal | 5 | América, Cruz Azul, UNAM, Atlante y Necaxa |
| Jalisco | 3 | Atlas, Tecos y Guadalajara                 |
| Guanajuato | 3 | León, Irapuato y Celaya                    |
| Nuevo León | 2 | Monterrey y Tigres                         |
| Estado de México | 1 | Toluca                                     |
| Coahuila | 1 | Santos                                     |
| Michoacán | 1 | Morelia                                    |
| Puebla | 1 | Puebla                                     |
| Hidalgo | 1 | Pachuca                                    |

## Información de los equipos
| Equipo      | Ciudad                   | Estadio                | Capacidad | Entrenador                         | Kit          | Patrocinios                                  |
| ----------- | ------------------------ | ---------------------- | --------- | ---------------------------------- | ------------ | -------------------------------------------- |
| América     | México, D. F.            | Azteca                 | 110 000   | Alfredo Tena                       | Nike         | Coca-Cola, Cerveza Corona                    |
| Atlante     | México, D. F.            | Azul                   | 37,000    | Eduardo Rergis                     | Garcis       | Pegaso, Cerveza Corona                       |
| Atlas       | Guadalajara, Jalisco     | Jalisco                | 60,000    | Ricardo La Volpe                   | Atlética     | Omnilife, Coca-Cola, Cerveza Corona          |
| Celaya      | Celaya, Guanajuato       | Miguel Alemán Valdés   | 25,000    | Luis Flores                        | Keuka        | Gas Express Nieto, Cerveza Corona            |
| Cruz Azul   | México, D. F.            | Azul                   | 37,000    | José Luis Trejo                    | Fila         | Cemento Cruz Azul, Pepsi-Cola, Telmex        |
| Guadalajara | Guadalajara, Jalisco     | Jalisco                | 60,000    | Hugo Hernández                     | Atlética     | Cemex Tolteca, Cerveza Sol, Coca-Cola        |
| Irapuato    | Irapuato, Guanajuato     | Sergio León Chávez     | 28,500    | Juan Alvarado                      | Garcis       | Pegaso, Cerveza Corona                       |
| León        | León, Guanajuato         | Nou Camp               | 33,943    | José Luis Saldívar                 | Garcis       | Resistol, Cerveza Sol, Coca-Cola             |
| Monterrey   | Monterrey, Nuevo León    | Tecnológico            | 38,000    | Benito Floro                       | Atlética     | Oxxo, Bancomer, Cerveza Carta Blanca         |
| Morelia     | Morelia, Michoacán       | Morelos                | 41,056    | Luis Fernando Tena                 | Atlética     | Order Express, Cerveza Sol                   |
| Necaxa      | México, D. F.            | Azteca                 | 110 000   | Raúl Arias                         | Eescord      | Coca-Cola, Cerveza Victoria                  |
| Pachuca     | Pachuca, Hidalgo         | Hidalgo                | 24,000    | Javier Aguirre                     | Atlética     | Cemento Cruz Azul, Cerveza Corona            |
| Puebla      | Puebla, Puebla           | Cuauhtémoc             | 46,638    | Patricio Hernández Gustavo Moscoso | Atlética     | Volkswagen, Cerveza Superior, Pepsi-Cola     |
| Santos      | Torreón, Coahuila        | Corona                 | 18,500    | Fernando Quirarte                  | Corona Sport | Soriana, Cerveza Corona                      |
| Tecos       | Zapopan, Jalisco         | Tres de Marzo          | 25,015    | Rubén Omar Romano                  | Kappa        | Cerveza Sol                                  |
| Tigres      | Monterrey, Nuevo León    | Universitario          | 43,600    | Ricardo Ferretti                   | Atlética     | Cemex Monterrey, Cerveza Carta Blanca        |
| Toluca      | Toluca, Estado de México | Nemesio Díez           | 27,000    | Enrique Meza                       | Atlética     | Cerveza Victoria, Cerveza Corona, Pepsi-Cola |
| UNAM        | México, D. F.            | Olímpico Universitario | 66,000    | Hugo Sánchez                       | Nike         |                                              |

### Cambios de entrenadores
| Equipo      | Entrenador (jornadas)                                                       |
| ----------- | --------------------------------------------------------------------------- |
| UNAM        | Hugo Sánchez (1 - 2) Raúl Servín (3 - 17) y Javier Garay (3 - 17)           |
| América     | Alfredo Tena (1 - 3) Gonzalo Farfán (4 - 7) Alfio Basile (8 - 17)           |
| Guadalajara | Hugo Hernández (1 - 4) Jesús Bracamontes (5 - 17)                           |
| Puebla      | Patricio Hernández (1 - 4) Gustavo Moscoso (1 - 7) Mario Carrillo (10 - 17) |
| Atlante     | Eduardo Rergis (1 - 7) Roberto Saporiti (8 - 17)                            |
| Toluca      | Enrique Meza (1 - 8) Ricardo Ferrero (9 - Liguilla)                         |
| Celaya      | Luis Flores (1 - 13) Carlos de los Cobos (14 - 17)                          |
| León        | José Luis Saldívar (1 - 14) Mario Ayala (15 - 17)                           |

## Clasificación

### Tabla general
| Pos. | Equipo          | Pts. | PJ | G  | E | P  | GF | GC | Dif. | Clasificación                   |
| ---- | --------------- | ---- | -- | -- | - | -- | -- | -- | ---- | ------------------------------- |
| 1    | Cruz Azul       | 33   | 17 | 10 | 3 | 4  | 34 | 21 | +13  | Cuartos de final de la liguilla |
| 2    | Toluca          | 30   | 17 | 9  | 3 | 5  | 32 | 26 | +6   | Cuartos de final de la liguilla |
| 3    | Necaxa          | 28   | 17 | 8  | 4 | 5  | 29 | 22 | +7   | Cuartos de final de la liguilla |
| 4    | Pachuca         | 28   | 17 | 8  | 4 | 5  | 24 | 18 | +6   | Cuartos de final de la liguilla |
| 5    | Morelia (C)     | 27   | 17 | 7  | 6 | 4  | 29 | 24 | +5   | Reclasificación a liguilla      |
| 6    | Santos          | 26   | 17 | 7  | 5 | 5  | 32 | 29 | +3   | Cuartos de final de la liguilla |
| 7    | América         | 26   | 17 | 7  | 5 | 5  | 26 | 23 | +3   | Cuartos de final de la liguilla |
| 8    | Atlas           | 25   | 17 | 6  | 7 | 4  | 35 | 29 | +6   | Cuartos de final de la liguilla |
| 9    | Irapuato        | 25   | 17 | 6  | 7 | 4  | 28 | 26 | +2   | Reclasificación a liguilla      |
| 10   | Tecos UAG       | 25   | 17 | 7  | 4 | 6  | 33 | 36 | −3   |                                 |
| 11   | Tigres          | 24   | 17 | 6  | 6 | 5  | 23 | 23 | 0    |                                 |
| 12   | Monterrey       | 20   | 17 | 5  | 5 | 7  | 23 | 30 | −7   |                                 |
| 13   | UNAM            | 19   | 17 | 5  | 4 | 8  | 24 | 29 | −5   |                                 |
| 14   | León            | 18   | 17 | 4  | 6 | 7  | 27 | 33 | −6   |                                 |
| 15   | Atlante         | 17   | 17 | 3  | 8 | 6  | 24 | 28 | −4   |                                 |
| 16   | Puebla          | 16   | 17 | 4  | 4 | 9  | 18 | 29 | −11  |                                 |
| 17   | Guadalajara     | 14   | 17 | 3  | 5 | 9  | 18 | 27 | −9   |                                 |
| 18   | Atlético Celaya | 13   | 17 | 3  | 4 | 10 | 21 | 27 | −6   |                                 |

 Fuente: Torneo Invierno 2000

### Grupos

#### Grupo 1
| Pos. | Equipo      | Pts. | PJ | G  | E | P | GF | GC | Dif. | Clasificación                   |
| ---- | ----------- | ---- | -- | -- | - | - | -- | -- | ---- | ------------------------------- |
| 1    | Cruz Azul   | 33   | 17 | 10 | 3 | 4 | 34 | 21 | +13  | Cuartos de final de la liguilla |
| 2    | Toluca      | 30   | 17 | 9  | 3 | 5 | 32 | 26 | +6   | Cuartos de final de la liguilla |
| 3    | Morelia (C) | 27   | 17 | 7  | 6 | 4 | 29 | 24 | +5   | Reclasificación a liguilla      |
| 4    | León        | 18   | 17 | 4  | 6 | 7 | 27 | 33 | −6   |                                 |
| 5    | Atlante     | 17   | 17 | 3  | 8 | 6 | 24 | 28 | −4   |                                 |

 Fuente: Torneo Invierno 2000

#### Grupo 2
| Pos. | Equipo          | Pts. | PJ | G | E | P  | GF | GC | Dif. | Clasificación                   |
| ---- | --------------- | ---- | -- | - | - | -- | -- | -- | ---- | ------------------------------- |
| 1    | Atlas           | 25   | 17 | 6 | 7 | 4  | 35 | 29 | +6   | Cuartos de final de la liguilla |
| 2    | Irapuato        | 25   | 17 | 6 | 7 | 4  | 28 | 26 | +2   | Reclasificación a liguilla      |
| 3    | Tigres          | 24   | 17 | 6 | 6 | 5  | 23 | 23 | 0    |                                 |
| 4    | UNAM            | 19   | 17 | 5 | 4 | 8  | 24 | 29 | −5   |                                 |
| 5    | Atlético Celaya | 13   | 17 | 3 | 4 | 10 | 21 | 27 | −6   |                                 |

 Fuente: Torneo Invierno 2000

#### Grupo 3
| Pos. | Equipo    | Pts. | PJ | G | E | P | GF | GC | Dif. | Clasificación                   |
| ---- | --------- | ---- | -- | - | - | - | -- | -- | ---- | ------------------------------- |
| 1    | Necaxa    | 28   | 17 | 8 | 4 | 5 | 29 | 22 | +7   | Cuartos de final de la liguilla |
| 2    | Santos    | 26   | 17 | 7 | 5 | 5 | 32 | 29 | +3   | Cuartos de final de la liguilla |
| 3    | Monterrey | 20   | 17 | 5 | 5 | 7 | 23 | 30 | −7   |                                 |
| 4    | Puebla    | 16   | 17 | 4 | 4 | 9 | 18 | 29 | −11  |                                 |

 Fuente: Torneo Invierno 2000

#### Grupo 4
| Pos. | Equipo      | Pts. | PJ | G | E | P | GF | GC | Dif. | Clasificación                   |
| ---- | ----------- | ---- | -- | - | - | - | -- | -- | ---- | ------------------------------- |
| 1    | Pachuca     | 28   | 17 | 8 | 4 | 5 | 24 | 18 | +6   | Cuartos de final de la liguilla |
| 2    | América     | 26   | 17 | 7 | 5 | 5 | 26 | 23 | +3   | Cuartos de final de la liguilla |
| 3    | Tecos UAG   | 25   | 17 | 7 | 4 | 6 | 33 | 36 | −3   |                                 |
| 4    | Guadalajara | 14   | 17 | 3 | 5 | 9 | 18 | 27 | −9   |                                 |

 Fuente: Torneo Invierno 2000

## Torneo Regular
| Celaya      | 2 - 0 | Atlas     | Miguel Alemán Valdés   | 29 de julio | 19:00 |
| Puebla      | 2 - 1 | Santos    | Cuauhtémoc             | 29 de julio | 19:00 |
| Tigres      | 2 - 1 | Atlante   | Universitario          | 29 de julio | 21:00 |
| Guadalajara | 0 - 0 | Irapuato  | Jalisco                | 30 de julio | 12:00 |
| Cruz Azul   | 3 - 0 | Monterrey | Azul                   | 30 de julio | 12:00 |
| UNAM        | 1 - 3 | Tecos     | Olímpico Universitario | 30 de julio | 12:00 |
| Pachuca     | 3 - 4 | Toluca    | Hidalgo                | 30 de julio | 12:00 |
| León        | 2 - 2 | Necaxa    | Nou Camp               | 30 de julio | 16:00 |
| América     | 4 - 3 | Morelia   | Azteca                 | 30 de julio | 16:00 |

| Toluca    | 3 - 0 | Puebla      | Nemesio Díez       | 5 de agosto | 15:00 |
| Monterrey | 1 - 1 | León        | Tecnológico        | 5 de agosto | 17:00 |
| Irapuato  | 2 - 1 | Cruz Azul   | Sergio León Chávez | 5 de agosto | 19:00 |
| Atlas     | 2 - 0 | Guadalajara | Jalisco            | 5 de agosto | 20:45 |
| Tecos     | 3 - 2 | Celaya      | Tres de Marzo      | 6 de agosto | 12:00 |
| Atlante   | 5 - 1 | UNAM        | Azul               | 6 de agosto | 12:00 |
| Morelia   | 2 - 1 | Tigres      | Morelos            | 6 de agosto | 12:00 |
| Santos    | 2 - 0 | América     | Corona             | 6 de agosto | 16:00 |
| Necaxa    | 1 - 2 | Pachuca     | Azteca             | 6 de agosto | 16:00 |

| Tecos     | 1 - 1 | Atlas       | Tres de Marzo          | 12 de agosto | 17:00 |
| Cruz Azul | 2 - 1 | Guadalajara | Azul                   | 12 de agosto | 17:00 |
| Tigres    | 2 - 1 | Santos      | Universitario          | 12 de agosto | 17:00 |
| Puebla    | 0 - 1 | Necaxa      | Cuauhtémoc             | 12 de agosto | 19:00 |
| Celaya    | 1 - 1 | Atlante     | Miguel Alemán Valdés   | 12 de agosto | 19:00 |
| UNAM      | 1 - 1 | Morelia     | Olímpico Universitario | 13 de agosto | 12:00 |
| Pachuca   | 2 - 1 | Monterrey   | Hidalgo                | 13 de agosto | 12:00 |
| León      | 0 - 1 | Irapuato    | Nou Camp               | 13 de agosto | 16:00 |
| América   | 0 - 2 | Toluca      | Azteca                 | 13 de agosto | 16:00 |

| Atlante     | 1 - 1 | Tecos     | Azul                 | 18 de agosto | 20:00 |
| Toluca      | 1 - 2 | Tigres    | Nemesio Díez         | 19 de agosto | 15:00 |
| Irapuato    | 2 - 0 | Pachuca   | Sergio León Chávez   | 19 de agosto | 17:00 |
| Monterrey   | 3 - 1 | Puebla    | Tecnológico          | 19 de agosto | 17:00 |
| Atlas       | 3 - 2 | Cruz Azul | Jalisco              | 19 de agosto | 20:45 |
| Guadalajara | 1 - 3 | León      | Jalisco              | 20 de agosto | 12:00 |
| Morelia     | 1 - 0 | Celaya    | Morelos              | 20 de agosto | 12:00 |
| Santos      | 0 - 3 | UNAM      | Corona               | 20 de agosto | 16:00 |
| Necaxa      | 1 - 2 | América   | Luis "Pirata" Fuente | 20 de agosto | 20:00 |

| Atlante | 1 - 1 | Atlas       | Azul                   | 26 de agosto | 12:00 |
| UNAM    | 1 - 2 | Toluca      | Olímpico Universitario | 26 de agosto | 15:00 |
| Tecos   | 0 - 3 | Morelia     | Tres de Marzo          | 26 de agosto | 17:00 |
| Celaya  | 2 - 3 | Santos      | Miguel Alemán Valdés   | 26 de agosto | 19:00 |
| Puebla  | 2 - 1 | Irapuato    | Cuauhtémoc             | 26 de agosto | 19:00 |
| Pachuca | 2 - 0 | Guadalajara | Hidalgo                | 27 de agosto | 12:00 |
| León    | 1 - 0 | Cruz Azul   | Nou Camp               | 27 de agosto | 16:00 |
| América | 1 - 2 | Monterrey   | Azteca                 | 27 de agosto | 16:00 |
| Tigres  | 0 - 2 | Necaxa      | Universitario          | 27 de agosto | 18:00 |

| Toluca      | 3 - 2 | Celaya  | Nemesio Díez       | 2 de septiembre | 15:00 |
| Morelia     | 1 - 1 | Atlante | Morelos            | 2 de septiembre | 15:00 |
| Monterrey   | 1 - 0 | Tigres  | Tecnológico        | 2 de septiembre | 17:00 |
| Cruz Azul   | 1 - 1 | Pachuca | Azul               | 2 de septiembre | 17:00 |
| Irapuato    | 1 - 1 | América | Sergio León Chávez | 2 de septiembre | 19:00 |
| Atlas       | 4 - 1 | León    | Jalisco            | 2 de septiembre | 20:45 |
| Santos      | 3 - 1 | Tecos   | Corona             | 3 de septiembre | 16:00 |
| Guadalajara | 1 - 0 | Puebla  | Jalisco            | 3 de septiembre | 16:00 |
| Necaxa      | 3 - 2 | UNAM    | Azteca             | 4 de septiembre | 20:00 |

| Atlante | 2 - 2 | Santos      | Azul                   | 8 de septiembre  | 20:30 |
| Tecos   | 3 - 1 | Toluca      | Tres de Marzo          | 9 de septiembre  | 17:00 |
| Tigres  | 1 - 1 | Irapuato    | Universitario          | 9 de septiembre  | 17:00 |
| Puebla  | 2 - 4 | Cruz Azul   | Cuauhtémoc             | 9 de septiembre  | 19:00 |
| Celaya  | 2 - 1 | Necaxa      | Miguel Alemán Valdés   | 9 de septiembre  | 19:00 |
| UNAM    | 0 - 0 | Monterrey   | Olímpico Universitario | 10 de septiembre | 12:00 |
| Morelia | 3 - 1 | Atlas       | Morelos                | 10 de septiembre | 12:00 |
| Pachuca | 2 - 1 | León        | Hidalgo                | 10 de septiembre | 12:00 |
| América | 0 - 3 | Guadalajara | Azteca                 | 10 de septiembre | 16:00 |

| Toluca      | 1 - 0 | Atlante | Nemesio Díez       | 16 de septiembre | 15:00 |
| Monterrey   | 3 - 1 | Celaya  | Tecnológico        | 16 de septiembre | 17:00 |
| Cruz Azul   | 1 - 0 | América | Azul               | 16 de septiembre | 17:00 |
| Irapuato    | 1 - 4 | UNAM    | Sergio León Chávez | 16 de septiembre | 19:00 |
| Atlas       | 1 - 1 | Pachuca | Jalisco            | 16 de septiembre | 20:45 |
| Guadalajara | 0 - 1 | Tigres  | Jalisco            | 17 de septiembre | 12:00 |
| León        | 4 - 1 | Puebla  | Nou Camp           | 17 de septiembre | 12:00 |
| Santos      | 3 - 1 | Morelia | Corona             | 17 de septiembre | 16:00 |
| Necaxa      | 3 - 1 | Tecos   | Azteca             | 17 de septiembre | 16:00 |

| Tigres  | 1 - 0 | Cruz Azul   | Universitario          | 23 de septiembre | 17:00 |
| Tecos   | 2 - 1 | Monterrey   | Tres de Marzo          | 23 de septiembre | 17:00 |
| Puebla  | 0 - 2 | Pachuca     | Cuauhtémoc             | 23 de septiembre | 19:00 |
| Celaya  | 1 - 1 | Irapuato    | Miguel Alemán Valdés   | 23 de septiembre | 19:00 |
| Atlante | 1 - 4 | Necaxa      | Azul                   | 23 de septiembre | 20:45 |
| UNAM    | 0 - 0 | Guadalajara | Olímpico Universitario | 24 de septiembre | 12:00 |
| Morelia | 1 - 0 | Toluca      | Morelos                | 24 de septiembre | 12:00 |
| Santos  | 2 - 1 | Atlas       | Corona                 | 24 de septiembre | 16:00 |
| América | 5 - 1 | León        | Azteca                 | 24 de septiembre | 16:00 |

| Toluca      | 0 - 0 | Santos  | Nemesio Díez       | 30 de septiembre | 15:00 |
| Cruz Azul   | 3 - 1 | UNAM    | Azul               | 30 de septiembre | 17:00 |
| Irapuato    | 4 - 5 | Tecos   | Sergio León Chávez | 30 de septiembre | 19:00 |
| Atlas       | 3 - 3 | Puebla  | Jalisco            | 30 de septiembre | 20:45 |
| Guadalajara | 1 - 3 | Celaya  | Jalisco            | 1 de octubre     | 12:00 |
| Pachuca     | 0 - 1 | América | Hidalgo            | 1 de octubre     | 12:00 |
| León        | 2 - 2 | Tigres  | Nou Camp           | 1 de octubre     | 12:00 |
| Necaxa      | 1 - 1 | Morelia | Azteca             | 1 de octubre     | 16:00 |
| Monterrey   | 3 - 3 | Atlante | Tecnológico        | 1 de octubre     | 16:00 |

| Atlante | 0 - 1 | Irapuato    | Azul                   | 13 de octubre | 20:00 |
| Toluca  | 4 - 3 | Atlas       | Nemesio Díez           | 14 de octubre | 15:00 |
| Tigres  | 1 - 1 | Pachuca     | Universitario          | 14 de octubre | 17:00 |
| Tecos   | 2 - 3 | Guadalajara | Tres de Marzo          | 14 de octubre | 17:00 |
| UNAM    | 2 - 1 | León        | Olímpico Universitario | 14 de octubre | 19:00 |
| Morelia | 3 - 0 | Monterrey   | Morelos                | 15 de octubre | 12:00 |
| Celaya  | 0 - 1 | Cruz Azul   | Miguel Alemán Valdés   | 15 de octubre | 12:00 |
| Santos  | 1 - 2 | Necaxa      | Corona                 | 15 de octubre | 16:00 |
| América | 0 - 0 | Puebla      | Azteca                 | 15 de octubre | 16:00 |

| Puebla      | 0 - 0 | Tigres  | Cuauhtémoc         | 18 de octubre   | 19:00 |
| Pachuca     | 1 - 0 | UNAM    | Hidalgo            | 18 de octubre   | 20:00 |
| Irapuato    | 3 - 3 | Morelia | Sergio León Chávez | 18 de octubre   | 20:15 |
| León        | 2 - 1 | Celaya  | Nou Camp           | 18 de octubre   | 20:30 |
| Necaxa      | 0 - 1 | Toluca  | Azteca             | 18 de octubre   | 20:30 |
| Cruz Azul   | 4 - 1 | Tecos   | Azul               | 18 de octubre   | 20:30 |
| Monterrey   | 3 - 3 | Santos  | Tecnológico        | 18 de octubre   | 20:45 |
| Atlas       | 1 - 1 | América | Jalisco            | 1 de noviembre  | 20:45 |
| Guadalajara | 1 - 3 | Atlante | Jalisco            | 15 de noviembre | 20:45 |

| Atlante | 1 - 1 | Cruz Azul   | Azul                   | 21 de octubre | 13:00 |
| Toluca  | 0 - 0 | Monterrey   | Nemesio Díez           | 21 de octubre | 15:00 |
| Tigres  | 3 - 3 | América     | Universitario          | 21 de octubre | 17:00 |
| Tecos   | 3 - 1 | León        | Tres de Marzo          | 21 de octubre | 17:00 |
| Celaya  | 0 - 0 | Pachuca     | Miguel Alemán Valdés   | 21 de octubre | 19:00 |
| UNAM    | 1 - 0 | Puebla      | Olímpico Universitario | 22 de octubre | 12:00 |
| Morelia | 1 - 1 | Guadalajara | Morelos                | 22 de octubre | 12:00 |
| Santos  | 3 - 2 | Irapuato    | Corona                 | 22 de octubre | 16:00 |
| Necaxa  | 2 - 3 | Atlas       | Azteca                 | 22 de octubre | 16:00 |

| Monterrey   | 1 - 2 | Necaxa  | Tecnológico        | 28 de octubre | 17:00 |
| Cruz Azul   | 3 - 1 | Morelia | Azul               | 28 de octubre | 17:00 |
| Irapuato    | 3 - 2 | Toluca  | Sergio León Chávez | 28 de octubre | 19:00 |
| Puebla      | 2 - 1 | Celaya  | Cuauhtémoc         | 28 de octubre | 19:00 |
| Atlas       | 1 - 1 | Tigres  | Jalisco            | 28 de octubre | 20:45 |
| Guadalajara | 3 - 3 | Santos  | Jalisco            | 29 de octubre | 12:00 |
| Pachuca     | 3 - 1 | Tecos   | Hidalgo            | 29 de octubre | 12:00 |
| León        | 1 - 1 | Atlante | Nou Camp           | 29 de octubre | 16:00 |
| América     | 2 - 1 | UNAM    | Azteca             | 29 de octubre | 16:00 |

| Atlante   | 1 - 0 | Pachuca     | Azul                   | 4 de noviembre | 13:00 |
| Toluca    | 2 - 2 | Guadalajara | Nemesio Díez           | 4 de noviembre | 15:00 |
| Monterrey | 2 - 5 | Atlas       | Tecnológico            | 4 de noviembre | 17:00 |
| Tecos     | 2 - 2 | Puebla      | Tres de Marzo          | 4 de noviembre | 17:00 |
| Celaya    | 0 - 1 | América     | Miguel Alemán Valdés   | 4 de noviembre | 19:00 |
| Morelia   | 2 - 2 | León        | Morelos                | 5 de noviembre | 12:00 |
| UNAM      | 3 - 2 | Tigres      | Olímpico Universitario | 5 de noviembre | 12:00 |
| Necaxa    | 1 - 1 | Irapuato    | Azteca                 | 5 de noviembre | 16:00 |
| Santos    | 2 - 3 | Cruz Azul   | Corona                 | 5 de noviembre | 16:00 |

| Irapuato    | 2 - 0 | Monterrey | Sergio León Chávez | 8 de noviembre | 20:00 |
| Atlas       | 3 - 1 | UNAM      | Jalisco            | 8 de noviembre | 20:45 |
| Puebla      | 3 - 1 | Atlante   | Cuauhtémoc         | 9 de noviembre | 19:00 |
| Cruz Azul   | 3 - 2 | Toluca    | Azul               | 9 de noviembre | 20:00 |
| Pachuca     | 3 - 1 | Morelia   | Hidalgo            | 9 de noviembre | 20:00 |
| América     | 1 - 1 | Tecos     | Azteca             | 9 de noviembre | 20:00 |
| Tigres      | 2 - 1 | Celaya    | Universitario      | 9 de noviembre | 20:45 |
| Guadalajara | 0 - 1 | Necaxa    | Jalisco            | 9 de noviembre | 20:45 |
| León        | 1 - 1 | Santos    | Nou Camp           | 9 de noviembre | 20:45 |

| Monterrey | 2 - 1 | Guadalajara | Tecnológico          | 18 de noviembre | 17:00 |
| Celaya    | 2 - 2 | UNAM        | Miguel Alemán Valdés | 18 de noviembre | 19:00 |
| Atlante   | 1 - 4 | América     | Azul                 | 19 de noviembre | 12:00 |
| Necaxa    | 2 - 2 | Cruz Azul   | Azteca               | 19 de noviembre | 12:00 |
| Tecos     | 3 - 2 | Tigres      | Tres de Marzo        | 19 de noviembre | 12:00 |
| Toluca    | 4 - 3 | León        | Nemesio Díez         | 19 de noviembre | 12:00 |
| Irapuato  | 2 - 2 | Atlas       | Sergio León Chávez   | 19 de noviembre | 12:00 |
| Morelia   | 1 - 0 | Puebla      | Morelos              | 19 de noviembre | 12:00 |
| Santos    | 2 - 1 | Pachuca     | Corona               | 19 de noviembre | 12:00 |

## Goleadores
| Pos. | Jugador                | Equipo    | Goles |
| ---- | ---------------------- | --------- | ----- |
| 1.º  | Jared Borgetti         | Santos    | 17    |
| 2.º  | Carlos Pavón           | Morelia   | 14    |
| 3.º  | Ángel Morales          | Cruz Azul | 13    |
| 4.º  | Daniel Osorno          | Atlas     | 11    |
| 4.º  | Antonio de Nigris      | Monterrey | 11    |
| 4.º  | José Saturnino Cardozo | Toluca    | 11    |
| 5.º  | Alex Fernandes         | Morelia   | 10    |
| 5.º  | Martín Rodríguez       | Irapuato  | 10    |
| 6.º  | Francisco Palencia     | Cruz Azul | 9     |
| 6.º  | Alejandro Glaría       | Puebla    | 9     |
| 6.º  | Jafet Soto             | Tecos     | 9     |
| 6.º  | Adelino Batista        | León      | 9     |

- Goles anotados en el torneo, en repechaje y en liguilla

## Reclasificación
| 23 de noviembre de 2000, 20:30 | Irapuato               | 1:0 (0:0) | Morelia | Estadio Sergio León Chávez, Irapuato |                             |
|                                | Gómez Portocarrero 55' | Reporte   |         | Árbitro(s): Gilberto Alcalá          | Árbitro(s): Gilberto Alcalá |

| 26 de noviembre de 2000, 12:00      | Morelia                                                      | 7:2 (5:1) | Irapuato                           | Estadio Morelos, Morelia         |                                  |
|                                     | Pavón 24' 32' 34' · Alex 29' 45' · C. Morales 69' 90' (pen.) | Reporte   | Briseño 40' · Cristian Morales 52' | Árbitro(s): José de Jesús Robles | Árbitro(s): José de Jesús Robles |
| Morelia avanzó a la liguilla (7-3). |                                                              |           |                                    |                                  |                                  |

## Liguilla
|  | Reclasificación                                                | Reclasificación                                                | Reclasificación                                                | Reclasificación                                                | Reclasificación                                                |   |       | Cuartos de final                                                       | Cuartos de final                                                       | Cuartos de final                                                       | Cuartos de final                                                       | Cuartos de final                                                       |   |   | Semifinales                                                      | Semifinales                                                      | Semifinales                                                      | Semifinales                                                      | Semifinales                                                      |       |  | Final                                                          | Final                                                          | Final                                                          | Final                                                          | Final                                                          |  |
|  | 23 de noviembre de 2000 (ida) 26 de noviembre de 2000 (vuelta) | 23 de noviembre de 2000 (ida) 26 de noviembre de 2000 (vuelta) | 23 de noviembre de 2000 (ida) 26 de noviembre de 2000 (vuelta) | 23 de noviembre de 2000 (ida) 26 de noviembre de 2000 (vuelta) | 23 de noviembre de 2000 (ida) 26 de noviembre de 2000 (vuelta) |   |       | 29 y 30 de noviembre de 2000 (ida) 2 y 3 de diciembre de 2000 (vuelta) | 29 y 30 de noviembre de 2000 (ida) 2 y 3 de diciembre de 2000 (vuelta) | 29 y 30 de noviembre de 2000 (ida) 2 y 3 de diciembre de 2000 (vuelta) | 29 y 30 de noviembre de 2000 (ida) 2 y 3 de diciembre de 2000 (vuelta) | 29 y 30 de noviembre de 2000 (ida) 2 y 3 de diciembre de 2000 (vuelta) |   |   | 6 y 7 de diciembre de 2000 (ida) 9 de diciembre de 2000 (vuelta) | 6 y 7 de diciembre de 2000 (ida) 9 de diciembre de 2000 (vuelta) | 6 y 7 de diciembre de 2000 (ida) 9 de diciembre de 2000 (vuelta) | 6 y 7 de diciembre de 2000 (ida) 9 de diciembre de 2000 (vuelta) | 6 y 7 de diciembre de 2000 (ida) 9 de diciembre de 2000 (vuelta) |       |  | 13 de diciembre de 2000 (ida) 16 de diciembre de 2000 (vuelta) | 13 de diciembre de 2000 (ida) 16 de diciembre de 2000 (vuelta) | 13 de diciembre de 2000 (ida) 16 de diciembre de 2000 (vuelta) | 13 de diciembre de 2000 (ida) 16 de diciembre de 2000 (vuelta) | 13 de diciembre de 2000 (ida) 16 de diciembre de 2000 (vuelta) |  |
|  |                                                                |                                                                |                                                                |                                                                |                                                                |   |       |                                                                        |                                                                        |                                                                        |                                                                        |                                                                        |   |   |                                                                  |                                                                  |                                                                  |                                                                  |                                                                  |       |  |                                                                |                                                                |                                                                |                                                                |                                                                |  |
|  |                                                                |                                                                |                                                                |                                                                |                                                                |   |       |                                                                        |                                                                        |                                                                        |                                                                        |                                                                        |   |   |                                                                  |                                                                  |                                                                  |                                                                  |                                                                  |       |  |                                                                |                                                                |                                                                |                                                                |                                                                |  |
|  |                                                                |                                                                |                                                                |                                                                |                                                                |   |       |                                                                        |                                                                        |                                                                        |                                                                        |                                                                        |   |   |                                                                  |                                                                  |                                                                  |                                                                  |                                                                  |       |  |                                                                |                                                                |                                                                |                                                                |                                                                |  |
|  |                                                                |                                                                |                                                                |                                                                |                                                                |   |       |                                                                        |                                                                        |                                                                        |                                                                        |                                                                        |   |   |                                                                  |                                                                  |                                                                  |                                                                  |                                                                  |       |  |                                                                |                                                                |                                                                |                                                                |                                                                |  |
|  |                                                                |                                                                |                                                                |                                                                |                                                                |   |       |                                                                        |                                                                        |                                                                        |                                                                        |                                                                        |   |   |                                                                  |                                                                  |                                                                  |                                                                  |                                                                  |       |  |                                                                |                                                                |                                                                |                                                                |                                                                |  |
|  |                                                                | 2                                                              | Toluca (*)                                                     | 2                                                              | 2                                                              | 4 |       |                                                                        |                                                                        |                                                                        |                                                                        |                                                                        |   |   |                                                                  |                                                                  |                                                                  |                                                                  |                                                                  |       |  |                                                                |                                                                |                                                                |                                                                |                                                                |  |
|  |                                                                |                                                                |                                                                |                                                                |                                                                | 4 |       |                                                                        |                                                                        |                                                                        |                                                                        |                                                                        |   |   |                                                                  |                                                                  |                                                                  |                                                                  |                                                                  |       |  |                                                                |                                                                |                                                                |                                                                |                                                                |  |
|  |                                                                |                                                                | 7                                                              | América                                                        | 0                                                              | 4 | 4     |                                                                        |                                                                        |                                                                        |                                                                        |                                                                        |   |   |                                                                  |                                                                  |                                                                  |                                                                  |                                                                  |       |  |                                                                |                                                                |                                                                |                                                                |                                                                |  |
|  |                                                                |                                                                | 7                                                              | América                                                        | 0                                                              | 4 | 4     |                                                                        |                                                                        |                                                                        |                                                                        |                                                                        |   |   |                                                                  |                                                                  |                                                                  |                                                                  |                                                                  |       |  |                                                                |                                                                |                                                                |                                                                |                                                                |  |
|  |                                                                |                                                                |                                                                |                                                                |                                                                |   |       |                                                                        |                                                                        |                                                                        |                                                                        |                                                                        |   |   |                                                                  |                                                                  |                                                                  |                                                                  |                                                                  |       |  |                                                                |                                                                |                                                                |                                                                |                                                                |  |
|  |                                                                |                                                                |                                                                |                                                                |                                                                |   |       |                                                                        |                                                                        |                                                                        |                                                                        |                                                                        |   |   |                                                                  |                                                                  |                                                                  |                                                                  |                                                                  |       |  |                                                                |                                                                |                                                                |                                                                |                                                                |  |
|  |                                                                |                                                                |                                                                |                                                                |                                                                |   |       |                                                                        | 2                                                                      | Toluca                                                                 | 3                                                                      | 3                                                                      | 6 |   |                                                                  |                                                                  |                                                                  |                                                                  |                                                                  |       |  |                                                                |                                                                |                                                                |                                                                |                                                                |  |
|  |                                                                |                                                                |                                                                |                                                                |                                                                |   |       |                                                                        |                                                                        |                                                                        |                                                                        |                                                                        | 6 |   |                                                                  |                                                                  |                                                                  |                                                                  |                                                                  |       |  |                                                                |                                                                |                                                                |                                                                |                                                                |  |
|  |                                                                |                                                                | 8                                                              | Atlas                                                          | 3                                                              | 1 | 4     |                                                                        |                                                                        |                                                                        |                                                                        |                                                                        |   |   |                                                                  |                                                                  |                                                                  |                                                                  |                                                                  |       |  |                                                                |                                                                |                                                                |                                                                |                                                                |  |
|  |                                                                |                                                                | 8                                                              | Atlas                                                          | 3                                                              | 1 | 4     |                                                                        |                                                                        |                                                                        |                                                                        |                                                                        |   |   |                                                                  |                                                                  |                                                                  |                                                                  |                                                                  |       |  |                                                                |                                                                |                                                                |                                                                |                                                                |  |
|  |                                                                |                                                                |                                                                |                                                                |                                                                |   |       |                                                                        |                                                                        |                                                                        |                                                                        |                                                                        |   |   |                                                                  |                                                                  |                                                                  |                                                                  |                                                                  |       |  |                                                                |                                                                |                                                                |                                                                |                                                                |  |
|  |                                                                |                                                                |                                                                |                                                                |                                                                |   |       |                                                                        |                                                                        |                                                                        |                                                                        |                                                                        |   |   |                                                                  |                                                                  |                                                                  |                                                                  |                                                                  |       |  |                                                                |                                                                |                                                                |                                                                |                                                                |  |
|  |                                                                | 1                                                              | Cruz Azul                                                      | 1                                                              | 0                                                              | 1 |       |                                                                        |                                                                        |                                                                        |                                                                        |                                                                        |   |   |                                                                  |                                                                  |                                                                  |                                                                  |                                                                  |       |  |                                                                |                                                                |                                                                |                                                                |                                                                |  |
|  |                                                                |                                                                |                                                                |                                                                |                                                                | 1 |       |                                                                        |                                                                        |                                                                        |                                                                        |                                                                        |   |   |                                                                  |                                                                  |                                                                  |                                                                  |                                                                  |       |  |                                                                |                                                                |                                                                |                                                                |                                                                |  |
|  |                                                                |                                                                | 8                                                              | Atlas                                                          | 0                                                              | 2 | 2     |                                                                        |                                                                        |                                                                        |                                                                        |                                                                        |   |   |                                                                  |                                                                  |                                                                  |                                                                  |                                                                  |       |  |                                                                |                                                                |                                                                |                                                                |                                                                |  |
|  |                                                                |                                                                | 8                                                              | Atlas                                                          | 0                                                              | 2 | 2     |                                                                        |                                                                        |                                                                        |                                                                        |                                                                        |   |   |                                                                  |                                                                  |                                                                  |                                                                  |                                                                  |       |  |                                                                |                                                                |                                                                |                                                                |                                                                |  |
|  |                                                                |                                                                |                                                                |                                                                |                                                                |   |       |                                                                        |                                                                        |                                                                        |                                                                        |                                                                        |   |   |                                                                  |                                                                  |                                                                  |                                                                  |                                                                  |       |  |                                                                |                                                                |                                                                |                                                                |                                                                |  |
|  |                                                                |                                                                |                                                                |                                                                |                                                                |   |       |                                                                        |                                                                        |                                                                        |                                                                        |                                                                        |   |   |                                                                  |                                                                  |                                                                  |                                                                  |                                                                  |       |  |                                                                |                                                                |                                                                |                                                                |                                                                |  |
|  |                                                                |                                                                |                                                                |                                                                |                                                                |   |       |                                                                        |                                                                        |                                                                        |                                                                        |                                                                        |   |   |                                                                  | 2                                                                | Toluca                                                           | 1                                                                | 2                                                                | 3 (4) |  |                                                                |                                                                |                                                                |                                                                |                                                                |  |
|  |                                                                |                                                                |                                                                |                                                                |                                                                |   |       |                                                                        |                                                                        |                                                                        |                                                                        |                                                                        |   |   |                                                                  |                                                                  |                                                                  |                                                                  |                                                                  | 3 (4) |  |                                                                |                                                                |                                                                |                                                                |                                                                |  |
|  |                                                                |                                                                | 5                                                              | Morelia (p.)                                                   | 3                                                              | 0 | 3 (5) |                                                                        |                                                                        |                                                                        |                                                                        |                                                                        |   |   |                                                                  |                                                                  |                                                                  |                                                                  |                                                                  |       |  |                                                                |                                                                |                                                                |                                                                |                                                                |  |
|  |                                                                |                                                                | 5                                                              | Morelia (p.)                                                   | 3                                                              | 0 | 3 (5) |                                                                        |                                                                        |                                                                        |                                                                        |                                                                        |   |   |                                                                  |                                                                  |                                                                  |                                                                  |                                                                  |       |  |                                                                |                                                                |                                                                |                                                                |                                                                |  |
|  |                                                                |                                                                |                                                                |                                                                |                                                                |   |       |                                                                        |                                                                        |                                                                        |                                                                        |                                                                        |   |   |                                                                  |                                                                  |                                                                  |                                                                  |                                                                  |       |  |                                                                |                                                                |                                                                |                                                                |                                                                |  |
|  |                                                                |                                                                |                                                                |                                                                |                                                                |   |       |                                                                        |                                                                        |                                                                        |                                                                        |                                                                        |   |   |                                                                  |                                                                  |                                                                  |                                                                  |                                                                  |       |  |                                                                |                                                                |                                                                |                                                                |                                                                |  |
|  |                                                                | 4                                                              | Pachuca                                                        | 0                                                              | 1                                                              | 1 |       |                                                                        |                                                                        |                                                                        |                                                                        |                                                                        |   |   |                                                                  |                                                                  |                                                                  |                                                                  |                                                                  |       |  |                                                                |                                                                |                                                                |                                                                |                                                                |  |
|  |                                                                |                                                                |                                                                |                                                                |                                                                | 1 |       |                                                                        |                                                                        |                                                                        |                                                                        |                                                                        |   |   |                                                                  |                                                                  |                                                                  |                                                                  |                                                                  |       |  |                                                                |                                                                |                                                                |                                                                |                                                                |  |
|  |                                                                |                                                                | 5                                                              | Morelia                                                        | 0                                                              | 2 | 2     |                                                                        |                                                                        |                                                                        |                                                                        |                                                                        |   |   |                                                                  |                                                                  |                                                                  |                                                                  |                                                                  |       |  |                                                                |                                                                |                                                                |                                                                |                                                                |  |
|  | 5                                                              | Morelia                                                        | 5                                                              | Morelia                                                        | 0                                                              | 2 | 2     | 0                                                                      | 7                                                                      | 7                                                                      |                                                                        |                                                                        |   |   |                                                                  |                                                                  |                                                                  |                                                                  |                                                                  |       |  |                                                                |                                                                |                                                                |                                                                |                                                                |  |
|  | 5                                                              | Morelia                                                        |                                                                |                                                                |                                                                |   |       |                                                                        |                                                                        | 7                                                                      |                                                                        |                                                                        |   |   |                                                                  |                                                                  |                                                                  |                                                                  |                                                                  |       |  |                                                                |                                                                |                                                                |                                                                |                                                                |  |
|  | 9                                                              | Irapuato                                                       | 1                                                              | 2                                                              | 3                                                              |   |       |                                                                        |                                                                        |                                                                        |                                                                        |                                                                        |   |   |                                                                  |                                                                  |                                                                  |                                                                  |                                                                  |       |  |                                                                |                                                                |                                                                |                                                                |                                                                |  |
|  | 9                                                              | Irapuato                                                       | 1                                                              | 2                                                              | 3                                                              |   |       |                                                                        |                                                                        |                                                                        |                                                                        |                                                                        |   | 5 | Morelia                                                          | 0                                                                | 3                                                                | 3                                                                |                                                                  |       |  |                                                                |                                                                |                                                                |                                                                |                                                                |  |
|  |                                                                |                                                                |                                                                |                                                                |                                                                |   |       |                                                                        |                                                                        |                                                                        |                                                                        |                                                                        |   | 5 | Morelia                                                          | 0                                                                | 3                                                                | 3                                                                |                                                                  |       |  |                                                                |                                                                |                                                                |                                                                |                                                                |  |
|  |                                                                |                                                                | 6                                                              | Santos Laguna                                                  | 0                                                              | 2 | 2     |                                                                        |                                                                        |                                                                        |                                                                        |                                                                        |   |   |                                                                  |                                                                  |                                                                  |                                                                  |                                                                  |       |  |                                                                |                                                                |                                                                |                                                                |                                                                |  |
|  |                                                                |                                                                | 6                                                              | Santos Laguna                                                  | 0                                                              | 2 | 2     |                                                                        |                                                                        |                                                                        |                                                                        |                                                                        |   |   |                                                                  |                                                                  |                                                                  |                                                                  |                                                                  |       |  |                                                                |                                                                |                                                                |                                                                |                                                                |  |
|  |                                                                |                                                                |                                                                |                                                                |                                                                |   |       |                                                                        |                                                                        |                                                                        |                                                                        |                                                                        |   |   |                                                                  |                                                                  |                                                                  |                                                                  |                                                                  |       |  |                                                                |                                                                |                                                                |                                                                |                                                                |  |
|  |                                                                |                                                                |                                                                |                                                                |                                                                |   |       |                                                                        |                                                                        |                                                                        |                                                                        |                                                                        |   |   |                                                                  |                                                                  |                                                                  |                                                                  |                                                                  |       |  |                                                                |                                                                |                                                                |                                                                |                                                                |  |
|  |                                                                | 3                                                              | Necaxa                                                         | 1                                                              | 2                                                              | 3 |       |                                                                        |                                                                        |                                                                        |                                                                        |                                                                        |   |   |                                                                  |                                                                  |                                                                  |                                                                  |                                                                  |       |  |                                                                |                                                                |                                                                |                                                                |                                                                |  |
|  |                                                                |                                                                |                                                                |                                                                |                                                                | 3 |       |                                                                        |                                                                        |                                                                        |                                                                        |                                                                        |   |   |                                                                  |                                                                  |                                                                  |                                                                  |                                                                  |       |  |                                                                |                                                                |                                                                |                                                                |                                                                |  |
|  |                                                                |                                                                | 6                                                              | Santos Laguna                                                  | 2                                                              | 2 | 4     |                                                                        |                                                                        |                                                                        |                                                                        |                                                                        |   |   |                                                                  |                                                                  |                                                                  |                                                                  |                                                                  |       |  |                                                                |                                                                |                                                                |                                                                |                                                                |  |
|  |                                                                |                                                                | 6                                                              | Santos Laguna                                                  | 2                                                              | 2 | 4     |                                                                        |                                                                        |                                                                        |                                                                        |                                                                        |   |   |                                                                  |                                                                  |                                                                  |                                                                  |                                                                  |       |  |                                                                |                                                                |                                                                |                                                                |                                                                |  |
|  |                                                                |                                                                |                                                                |                                                                |                                                                |   |       |                                                                        |                                                                        |                                                                        |                                                                        |                                                                        |   |   |                                                                  |                                                                  |                                                                  |                                                                  |                                                                  |       |  |                                                                |                                                                |                                                                |                                                                |                                                                |  |
|  |                                                                |                                                                |                                                                |                                                                |                                                                |   |       |                                                                        |                                                                        |                                                                        |                                                                        |                                                                        |   |   |                                                                  |                                                                  |                                                                  |                                                                  |                                                                  |       |  |                                                                |                                                                |                                                                |                                                                |                                                                |  |
|  |                                                                |                                                                |                                                                |                                                                |                                                                |   |       |                                                                        |                                                                        |                                                                        |                                                                        |                                                                        |   |   |                                                                  |                                                                  |                                                                  |                                                                  |                                                                  |       |  |                                                                |                                                                |                                                                |                                                                |                                                                |  |
|  |                                                                |                                                                |                                                                |                                                                |                                                                |   |       |                                                                        |                                                                        |                                                                        |                                                                        |                                                                        |   |   |                                                                  |                                                                  |                                                                  |                                                                  |                                                                  |       |  |                                                                |                                                                |                                                                |                                                                |                                                                |  |

- (*) Avanza por su posición en la tabla

|                              |
| Morelia Campeón 1.er título. |

### Cuartos de final
| 29 de noviembre de 2000, 20:45 | Atlas | 0:1 (0:0) | Cruz Azul      | Estadio Jalisco, Guadalajara |                             |
|                                |       | Reporte   | A. Morales 69' | Árbitro(s): Gilberto Alcalá  | Árbitro(s): Gilberto Alcalá |

| 2 de diciembre de 2000, 17:00     | Cruz Azul | 0:2 (0:1) | Atlas                           | Estadio Azul, Ciudad de México   |                                  |
|                                   |           | Reporte   | Castillo 4' · Zepeda 54' (pen.) | Árbitro(s): José de Jesús Robles | Árbitro(s): José de Jesús Robles |
| Atlas avanzó a Semifinales (2-1). |           |           |                                 |                                  |                                  |

| 29 de noviembre de 2000, 20:00 | América | 0:2 (0:1) | Toluca                         | Estadio Azteca, Ciudad de México |                                 |
|                                |         | Reporte   | C. M. Morales 4' · Cardozo 87' | Árbitro(s): Édgar Ulises Rangel  | Árbitro(s): Édgar Ulises Rangel |

| 2 de diciembre de 2000, 15:00                                     | Toluca                        | 2:4 (1:2) | América                                                 | Estadio Nemesio Díez, Toluca |                             |
|                                                                   | Silva 7' (a.g.) · Cardozo 90' | Reporte   | Oviedo 18' · Hernández 37' · Calderón 52' · Mendoza 89' | Árbitro(s): Antonio Marrufo  | Árbitro(s): Antonio Marrufo |
| Toluca avanzó a Semifinales por mejor posición en la tabla (4-4). |                               |           |                                                         |                              |                             |

| 29 de noviembre de 2000, 16:00 | Santos                 | 2:1 (1:0) | Necaxa      | Estadio Corona, Torreón         |                                 |
|                                | Gomes 20' · Róbson 76' | Reporte   | Delgado 63' | Árbitro(s): Jorge Eduardo Gasso | Árbitro(s): Jorge Eduardo Gasso |

| 2 de diciembre de 2000, 20:00      | Necaxa        | 2:2 (0:2) | Santos                    | Estadio Azteca, Ciudad de México |                               |
|                                    | Zague 69' 90' | Reporte   | Borgetti 27' · Róbson 36' | Árbitro(s): Felipe Ramos Rizo    | Árbitro(s): Felipe Ramos Rizo |
| Santos avanzó a Semifinales (4-3). |               |           |                           |                                  |                               |

| 30 de noviembre de 2000, 14:00 | Morelia | 0:0     | Pachuca | Estadio Morelos, Morelia      |                               |
|                                |         | Reporte |         | Árbitro(s): Armando Archundia | Árbitro(s): Armando Archundia |

| 3 de diciembre de 2000, 12:00       | Pachuca    | 1:2 (0:1) | Morelia                   | Estadio Hidalgo, Pachuca   |                            |
|                                     | Pineda 56' | Reporte   | Pavón 2' · H. Morales 67' | Árbitro(s): Eduardo Brizio | Árbitro(s): Eduardo Brizio |
| Morelia avanzó a Semifinales (2-1). |            |           |                           |                            |                            |

### Semifinales
| 6 de diciembre de 2000, 20:45 | Atlas                                  | 3:3 (1:0) | Toluca                                 | Estadio Jalisco, Guadalajara  |                               |
|                               | Zepeda 39' · Briceño 81' · Esqueda 89' | Reporte   | Espinosa 47' · Cardozo 60' · Sinha 87' | Árbitro(s): Armando Archundia | Árbitro(s): Armando Archundia |

| 9 de diciembre de 2000, 15:00   | Toluca              | 3:1 (2:1) | Atlas     | Estadio Nemesio Díez, Toluca  |                               |
|                                 | Cardozo 21' 24' 66' | Reporte   | Méndez 7' | Árbitro(s): Felipe Ramos Rizo | Árbitro(s): Felipe Ramos Rizo |
| Toluca avanzó a la Final (6-4). |                     |           |           |                               |                               |

| 7 de diciembre de 2000, 16:00 | Santos | 0:0     | Morelia | Estadio Corona, Torreón     |                             |
|                               |        | Reporte |         | Árbitro(s): Gilberto Alcalá | Árbitro(s): Gilberto Alcalá |

| 9 de diciembre de 2000, 15:00    | Morelia                                  | 3:2 (1:0) | Santos            | Estadio Morelos, Morelia   |                            |
|                                  | Lozano 8' · Almirón 48' · C. Morales 57' | Reporte   | Rodríguez 65' 71' | Árbitro(s): Eduardo Brizio | Árbitro(s): Eduardo Brizio |
| Morelia avanzó a la Final (3-2). |                                          |           |                   |                            |                            |

### Final
| 13 de diciembre de 2000, 15:00 | Morelia                               | 3:1 (2:0) | Toluca      | Estadio Morelos, Morelia      |                               |
|                                | M. Ruiz 23' · Alex 38' · Trujillo 56' | [http://msn.mediotiempo.com/ficha.php?id_partido=5774 (enlace roto disponible en Internet Archive; véase el historial, la primera versión y la última). Reporte] | Cardozo 69' | Árbitro(s): Armando Archundia | Árbitro(s): Armando Archundia |

| 16 de diciembre de 2000, 15:00                               | Toluca                                                                 | 2:0 (2:0, 2:0) (t. s.)(4:5 p.)                                                                               | Morelia                                                                | Estadio Nemesio Díez, Toluca  |                               |
|                                                              | Espinosa 15' · Cardozo 26'                                             | [ (enlace roto disponible en Internet Archive; véase el historial, la primera versión y la última). Reporte] |                                                                        | Árbitro(s): Felipe Ramos Rizo | Árbitro(s): Felipe Ramos Rizo |
|                                                              |                                                                        | Tiros desde el punto penal                                                                                   |                                                                        |                               |                               |
|                                                              | Ruiz · Taboada · Sinha · O. Blanco · Cardozo · Martínez · García Arias | | C. Morales · Almirón · Lozano · Chávez · Alex · Hernández · H. Morales |                               |                               |
| Morelia Campeón del Torneo Invierno 2000 (3-3, 5-4 Penales). |                                                                        | |                                                                        |                               |                               |

#### Final - Ida
| 1     | POR   | Ángel Comizzo        |  |
| 15    | DEF   | Mario Ruiz           |  |
| 5     | DEF   | Heriberto Morales    |  |
| 58    | DEF   | Darío Franco         |  |
| 4     | DEF   | Hugo Chávez          |  |
| 27    | DEF   | Omar Trujillo        |  |
| 7     | MED   | Flavio Davino        |  |
| 8     | MED   | Jorge Almirón        |  |
| 22    | MED   | Javier Lozano        |  |
| 17    | MED   | José Antonio Noriega |  |
| 9     | DEL   | Alex Fernandes       |  |
| D. T. | D. T. | Luis Fernando Tena   |  |

| 1     | POR   | Hernán Cristante       |     |
| 4     | DEF   | Emilio Hassan Viades   |     |
| 5     | DEF   | Omar Blanco            |     |
| 19    | DEF   | Adrián García Arias    |     |
| 7     | DEF   | Víctor Ruiz            |     |
| 13    | MED   | Erick Espinosa         |     |
| 11    | MED   | Manoel Ferreira        |     |
| 18    | MED   | David Rangel           |     |
| 27    | MED   | Enrique Alfaro         | 77' |
| 8     | DEL   | Rafael García          | 61' |
| 9     | DEL   | José Saturnino Cardozo |     |
| D. T. | D. T. | Ricardo Ferrero        |     |

| 14 | Defensa   | Manuel Martínez      | 61' |
| 15 | Delantero | Carlos María Morales | 77' |

| 23' · 38' · 56' | Mario Ruiz Alex Fernandes Omar Trujillo |  |

| 69' | José Saturnino Cardozo | 3:1 |

| 28' · 44' · 45' · 65' | Jorge Almirón Flavio Davino Darío Franco Alex Fernandes |

| 54' · 87' | José Saturnino Cardozo Víctor Ruiz |

| Principal  | Armando Archundia        |
| Asistentes | Alejandro Cruz           |
|            | Héctor Manuel Delgadillo |
| Cuarto     | Bandera de México        |

|                    | [[Archivo:\|border\|30px]] | [[Archivo:\|border\|30px]] |
| Tiros              | -                          | -                          |
| Tiros a puerta     | 5                          | 2                          |
| Faltas             | 21                         | 6                          |
| Saques de esquina  | -                          | -                          |
| Penaltis           | 1                          | 0                          |
| Fueras de juego    | 1                          | 0                          |
| Posesión del balón | 50%                        | 50%                        |

| Alineación inicial |

| 1     | POR   | Ángel Comizzo        |  |
| 15    | DEF   | Mario Ruiz           |  |
| 5     | DEF   | Heriberto Morales    |  |
| 58    | DEF   | Darío Franco         |  |
| 4     | DEF   | Hugo Chávez          |  |
| 27    | DEF   | Omar Trujillo        |  |
| 7     | MED   | Flavio Davino        |  |
| 8     | MED   | Jorge Almirón        |  |
| 22    | MED   | Javier Lozano        |  |
| 17    | MED   | José Antonio Noriega |  |
| 9     | DEL   | Alex Fernandes       |  |
| D. T. | D. T. | Luis Fernando Tena   |  |

| 1     | POR   | Hernán Cristante       |     |
| 4     | DEF   | Emilio Hassan Viades   |     |
| 5     | DEF   | Omar Blanco            |     |
| 19    | DEF   | Adrián García Arias    |     |
| 7     | DEF   | Víctor Ruiz            |     |
| 13    | MED   | Erick Espinosa         |     |
| 11    | MED   | Manoel Ferreira        |     |
| 18    | MED   | David Rangel           |     |
| 27    | MED   | Enrique Alfaro         | 77' |
| 8     | DEL   | Rafael García          | 61' |
| 9     | DEL   | José Saturnino Cardozo |     |
| D. T. | D. T. | Ricardo Ferrero        |     |

| 14 | Defensa   | Manuel Martínez      | 61' |
| 15 | Delantero | Carlos María Morales | 77' |

| 23' · 38' · 56' | Mario Ruiz Alex Fernandes Omar Trujillo |  |

| 69' | José Saturnino Cardozo | 3:1 |

| 28' · 44' · 45' · 65' | Jorge Almirón Flavio Davino Darío Franco Alex Fernandes |

| 54' · 87' | José Saturnino Cardozo Víctor Ruiz |

| Principal  | Armando Archundia        |
| Asistentes | Alejandro Cruz           |
|            | Héctor Manuel Delgadillo |
| Cuarto     | Bandera de México        |

|                    | [[Archivo:\|border\|30px]] | [[Archivo:\|border\|30px]] |
| Tiros              | -                          | -                          |
| Tiros a puerta     | 5                          | 2                          |
| Faltas             | 21                         | 6                          |
| Saques de esquina  | -                          | -                          |
| Penaltis           | 1                          | 0                          |
| Fueras de juego    | 1                          | 0                          |
| Posesión del balón | 50%                        | 50%                        |

| Alineación inicial |

| 1     | POR   | Ángel Comizzo        |  |
| 15    | DEF   | Mario Ruiz           |  |
| 5     | DEF   | Heriberto Morales    |  |
| 58    | DEF   | Darío Franco         |  |
| 4     | DEF   | Hugo Chávez          |  |
| 27    | DEF   | Omar Trujillo        |  |
| 7     | MED   | Flavio Davino        |  |
| 8     | MED   | Jorge Almirón        |  |
| 22    | MED   | Javier Lozano        |  |
| 17    | MED   | José Antonio Noriega |  |
| 9     | DEL   | Alex Fernandes       |  |
| D. T. | D. T. | Luis Fernando Tena   |  |

| 1     | POR   | Hernán Cristante       |     |
| 4     | DEF   | Emilio Hassan Viades   |     |
| 5     | DEF   | Omar Blanco            |     |
| 19    | DEF   | Adrián García Arias    |     |
| 7     | DEF   | Víctor Ruiz            |     |
| 13    | MED   | Erick Espinosa         |     |
| 11    | MED   | Manoel Ferreira        |     |
| 18    | MED   | David Rangel           |     |
| 27    | MED   | Enrique Alfaro         | 77' |
| 8     | DEL   | Rafael García          | 61' |
| 9     | DEL   | José Saturnino Cardozo |     |
| D. T. | D. T. | Ricardo Ferrero        |     |

| 14 | Defensa   | Manuel Martínez      | 61' |
| 15 | Delantero | Carlos María Morales | 77' |

| 23' · 38' · 56' | Mario Ruiz Alex Fernandes Omar Trujillo |  |

| 69' | José Saturnino Cardozo | 3:1 |

| 28' · 44' · 45' · 65' | Jorge Almirón Flavio Davino Darío Franco Alex Fernandes |

| 54' · 87' | José Saturnino Cardozo Víctor Ruiz |

| Principal  | Armando Archundia        |
| Asistentes | Alejandro Cruz           |
|            | Héctor Manuel Delgadillo |
| Cuarto     | Bandera de México        |

|                    | [[Archivo:\|border\|30px]] | [[Archivo:\|border\|30px]] |
| Tiros              | -                          | -                          |
| Tiros a puerta     | 5                          | 2                          |
| Faltas             | 21                         | 6                          |
| Saques de esquina  | -                          | -                          |
| Penaltis           | 1                          | 0                          |
| Fueras de juego    | 1                          | 0                          |
| Posesión del balón | 50%                        | 50%                        |

| Alineación inicial |

| 1     | POR   | Ángel Comizzo        |  |
| 15    | DEF   | Mario Ruiz           |  |
| 5     | DEF   | Heriberto Morales    |  |
| 58    | DEF   | Darío Franco         |  |
| 4     | DEF   | Hugo Chávez          |  |
| 27    | DEF   | Omar Trujillo        |  |
| 7     | MED   | Flavio Davino        |  |
| 8     | MED   | Jorge Almirón        |  |
| 22    | MED   | Javier Lozano        |  |
| 17    | MED   | José Antonio Noriega |  |
| 9     | DEL   | Alex Fernandes       |  |
| D. T. | D. T. | Luis Fernando Tena   |  |

| 1     | POR   | Hernán Cristante       |     |
| 4     | DEF   | Emilio Hassan Viades   |     |
| 5     | DEF   | Omar Blanco            |     |
| 19    | DEF   | Adrián García Arias    |     |
| 7     | DEF   | Víctor Ruiz            |     |
| 13    | MED   | Erick Espinosa         |     |
| 11    | MED   | Manoel Ferreira        |     |
| 18    | MED   | David Rangel           |     |
| 27    | MED   | Enrique Alfaro         | 77' |
| 8     | DEL   | Rafael García          | 61' |
| 9     | DEL   | José Saturnino Cardozo |     |
| D. T. | D. T. | Ricardo Ferrero        |     |

| 14 | Defensa   | Manuel Martínez      | 61' |
| 15 | Delantero | Carlos María Morales | 77' |

| 23' · 38' · 56' | Mario Ruiz Alex Fernandes Omar Trujillo |  |

| 69' | José Saturnino Cardozo | 3:1 |

| 28' · 44' · 45' · 65' | Jorge Almirón Flavio Davino Darío Franco Alex Fernandes |

| 54' · 87' | José Saturnino Cardozo Víctor Ruiz |

| Principal  | Armando Archundia        |
| Asistentes | Alejandro Cruz           |
|            | Héctor Manuel Delgadillo |
| Cuarto     | Bandera de México        |

|                    | [[Archivo:\|border\|30px]] | [[Archivo:\|border\|30px]] |
| Tiros              | -                          | -                          |
| Tiros a puerta     | 5                          | 2                          |
| Faltas             | 21                         | 6                          |
| Saques de esquina  | -                          | -                          |
| Penaltis           | 1                          | 0                          |
| Fueras de juego    | 1                          | 0                          |
| Posesión del balón | 50%                        | 50%                        |

| Alineación inicial |

- Datos: Q3534377